# 澳門時報
澳門時報（Macau Times），前身為時事新聞報（Jornal Si Si）當時為澳門一份周報，創刊於1972年。現時為澳門的一份日報。2007年由創辦人鄭永平售予商人陳明金。現任社長為吳錫琛，行政總裁為劉奕群。
《澳門時報》（原《時事新聞報》，創刊於1972年）與《珠海特區報》攜手合作，現時出版綜合類日報，力求透過轉型升格，整合澳珠媒體資源，推行全媒體融合發展的運營模式，打造新型優質的跨境媒體平台。